# Sergio Múñiz
Sergio Múñiz Llorente (Bilbao, 24 settembre 1975) è un attore, cantante e modello spagnolo.

## Biografia
Nasce a Bilbao il 24 settembre 1975. Nel 1995 si trasferisce in Italia, a Milano, dove, rappresentato dall'agenzia The Fashion Model Management, incomincia a lavorare come modello e in campo pubblicitario.
Nel 2004 vince la seconda edizione del reality show L'isola dei famosi, condotta da Simona Ventura su Rai 2 con il 75% dei voti. L'anno successivo esordisce come protagonista, nel ruolo di Alfredo Germonti, nella miniserie tv di Canale 5, La signora delle camelie, regia di Lodovico Gasparini.
Nel 2006 si fa notare nel suo paese: esordisce come attore con il ruolo di Juan Borgia nel film Los Borgia, diretto da Antonio Hernández ed è inviato nel reality El traidor su Cuatro TV; nello stesso anno è protagonista, nel ruolo dell'alcolista Ivan, de I giorni perduti, regia di Bruno Gaburro; il film, girato con il patrocinio della Regione Veneto e del Ministero, viene presentato in anteprima il 4 febbraio 2007 a Verona. Inoltre, gira Dark Resurrection, regia di Angelo Licata, presentato in anteprima il 7 giugno 2007 al Teatro Ariston di Sanremo, e la miniserie tv Caterina e le sue figlie 2, regia di Vincenzo Terracciano, in onda nel 2007 su Canale 5.
Nell'estate del 2007, porta in tournée in Italia Pene d'amor perdute, regia di Licio Galassi, con Nathalie Caldonazzo e Melania Maccaferri; in questa commedia scritta da William Shakespeare, interpreta il ruolo di Ferdinando, re di Navarra. Nel gennaio del 2008 torna su Canale 5 con la miniserie Io non dimentico, diretta da Luciano Odorisio, dove è tra i protagonisti con il ruolo di Gabriele Biseri. Nel 2008 è tra i protagonisti della serie tv di Rai 2, Terapia d'urgenza, dove interpreta il ruolo del dottor Nicola Palumbo. Nel 2011 è nella fiction Squadra antimafia - Palermo oggi 3.
Nel 2009 ha esordito come cantante, col singolo La Mar, abbinato a un videoclip. Nell'estate del 2014 ha inciso un EP dal titolo Playa, insieme con l'ukulelista Jontom.
Nella stagione 2016-2017 ha collaborato con i Terapia Band, continuando tuttora la collaborazione e sempre nello stesso periodo per due stagioni prende parte al cast del musical Mamma Mia!.
Nel 2020 partecipa come concorrente alla decima edizione di Tale e quale show. Due anni dopo esce Camminare, il suo primo singolo in italiano scritto insieme a Luca Battistini.

## Filmografia

### Cinema
- Los Borgia, regia di Antonio Hernández (2006)
- I giorni perduti, regia di Bruno Gaburro (2006)
- Dark Resurrection, regia di Angelo Licata (2007)
- Brokers - Eroi per gioco, regia di Emilano Cribari (2008)
- Sharm el Sheikh - Un'estate indimenticabile, regia di Ugo Fabrizio Giordani (2010)
- La finestra di Alice, regia di Carlo Sarti (2013)
- Prima di lunedì, regia di Massimo Cappelli (2016)
- Si vive una volta sola, regia di Carlo Verdone (2021)
- Global Harmony, regia di Fabio Massa (2024)

### Televisione
- La signora delle camelie, regia di Lodovico Gasparini – miniserie TV (2005)
- Io non dimentico, regia di Luciano Odorisio – miniserie TV (2008)
- Terapia d'urgenza – serie TV (2008)
- Caterina e le sue figlie – serie TV (2010)
- Squadra antimafia - Palermo oggi – serie TV, episodio 3x01 (2011)
- Maria di Nazaret, regia di Giacomo Campiotti – miniserie TV (2012)
- I Cesaroni – serie TV, episodio 5x07 (2012) - cameo
- Fosca Innocenti 2 – serie TV, 3 episodi (2023)

## Teatro
- Pene d'amore perdute di William Shakespeare, regia di Livio Galassi (2007)
- Il natale di Harry di Steven Berkoff, regia di Antonino Foti (2008)
- Full Monty - il musical, regia di Massimo Romeo Piparo (2013)
- Tr3s, regia di Chiara Noschese (2013)
- Arsenico e vecchi merletti, regia di Giancarlo Marinelli (2016)
- Cuori scatenati, regia di Diego Ruiz (2017)
- Mamma Mia! (2017-2019, 2021-2023)
- Il Prisma (2022)

## Programmi TV
- L'isola dei famosi 2 (Rai 2, 2004) – vincitore
- El traidor (Cuatro TV, 2006) – conduttore
- L'isola dei famosi - Le Olimpiadi (Rai 2, 2006)
- Si può fare! (Rai 1, 2014) – concorrente
- Tale e quale show (Rai 1, 2020) – concorrente
- Non sono una signora (Rai 2, 2023) – concorrente

## Musica
- La Mar – singolo (2009)
- Playa – ep (2014)
- Camminare – singolo (2022)

## Riconoscimenti
- Premio Flaiano sezione teatro[1]
  - 2018 – Premio al musical per Mamma mia!